# Fort William (Highland)

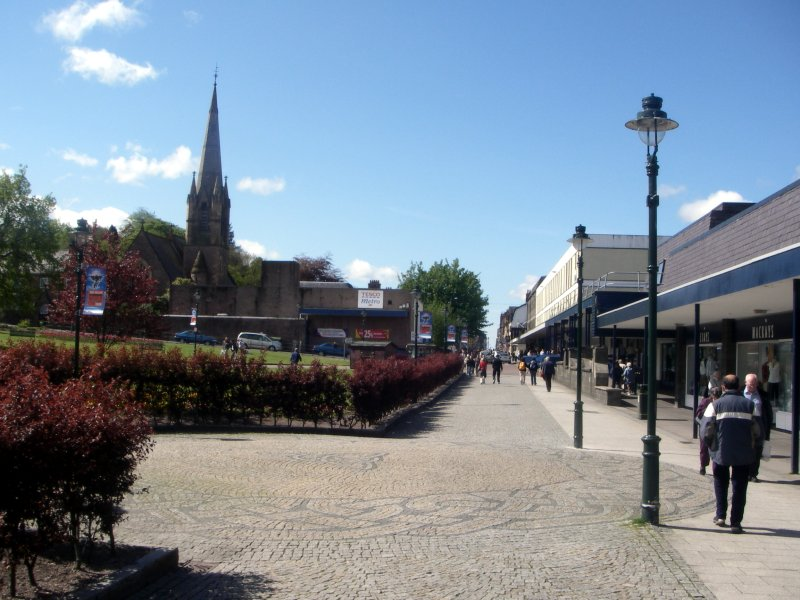
Fort William

Fort William (in het Schots-Gaelisch: An Gearasdan) is een plaats in het Schotse raadsgebied (council area) Highland, 160 km ten noorden van Glasgow. Het bevindt zich aan de oevers van Loch Linnhe, in de schaduw van de Ben Nevis, de hoogste berg van het Verenigd Koninkrijk.
De stad heeft zich ontwikkeld rond een reeks grote en kleine, strategische forten (vandaar de naam Fort William).
De plaats is een knooppunt van belangrijke vaar-, weg- en spoorverbindingen in de Schotse Hooglanden. Het ligt aan het Caledonisch Kanaal. Dit kanaal kwam in 1822 na een bouwtijd van 19 jaar gereed.
Fort William profileert zich als de “Outdoor capital” van het Verenigd Koninkrijk. Een populaire wandelroute, de West Highland Way, heeft zijn eindpunt in Fort William. Een andere route, The Great Glen Way, start in Fort William.
In de stad is een kleine gemeente van de Free Presbyterian Church of Scotland gevestigd.

## Toeristische trekpleisters
- Neptune's Staircase
- Inverlochy Castle
- Ben Nevis
- Nevis Gorge
- Steall Waterfall
- West Highland Way
- The Jacobite Steam Train
- De Nevis Range-kabelbaan

## Filmlocaties
Fort William centraal station is het beginpunt van The Jacobitetrain, een van de weinige stoomtreinen die nog op het standaard spoornetwerk van het Verenigd Koninkrijk rijden. Wagons van deze trein, en een deel van de route, zijn gebruikt in verschillende Harry Potter films.
Steall Waterfall is te zien in Harry Potter en de Vuurbeker en in het dal van Glen Nevis bevindt zich The Village uit Braveheart. Ook Rob Roy, Highlander en Highlander III: The Sorcerer zijn hier opgenomen.